# Härlanda Skogsväg
Härlanda Skogsväg – alternativt Härlanda skogsväg – är en gata i Göteborg. Den löper från Nedergårdsgatan till  Smörslottsgatan och eventuellt längre.[källa behövs]

## Geografi
Vägen sträcker sig från Nedergårdsgatan i nordväst, där bebyggelsen i Kålltorp möter skogsområdet. Därifrån leder den söderut och förbi Apslätten precis innan den möter änden på Olbersgatan. Vägen svänger strax därefter åt öster. Den rundar berget och går rätt österut, där vägen möter syndänden av Studiegången och en av ändarna på Skatåsvägen. Därefter löper vägen längs med norra stranden av Härlanda tjärn fram till mötet med Smörslottsgatan. Eventuellt fortsätter vägen längs med öst- och sydkanten av tjärnen.[källa behövs]
Härlanda Skogsväg sammanbinder sålunda det bebyggda Kålltorp med parkområdet runt Apslätten, Skatås motionscentral, Delsjöterrängen, studenthusbebyggelsen i Björkekärr och Härlanda tjärn. Den löper genom hela sin sträckning genom skogsmark, som åtminstone i väster till viss del domineras av ek.

## Användning
Vägen är inte asfalterad, men den har elljusbelysning. Den brukas genom sin strategiska sträckning bland annat som motions- och rekreationsstråk.

## Historik
Vägen namngavs efter beslut i Göteborgs Stads kulturnämnd den 22 mars 2010, i samband med namngivningen av ett antal gator, vägar och platser.